# Kou Qianzhi
K’ou Ch’ien-chih (Cina, IV secolo – Cina, V secolo) è stato una personalità religiosa cinese e studioso taoista attivo durante la dinastia Wei settentrionale (386–534 d.C.), in un periodo di grande prosperità e consolidamento del potere. Fu inizialmente formato nella scuola del Taoismo dei Maestri Celesti (o Taoismo Ortodosso Centrale), specializzandosi nelle liturgie e nelle pratiche magiche di questa tradizione..

## Biografia

### Riforma del Taoismo e influenza sullo Stato
K’ou Ch’ien-chih è noto per aver fondato il ramo settentrionale della scuola dei Maestri Celesti, riformando le pratiche taoiste attraverso una maggiore enfasi su cerimonie e liturgie, in contrasto con il focus originale sui talismani e sulla magia esorcistica. Ispirato dalle discipline buddiste di astinenza, elaborò una serie di precetti per i praticanti taoisti, specificando quali cibi evitare, le offerte accettabili e le norme morali da seguire.
Denunciò i culti popolari che utilizzavano alcool, carne, allucinogeni e riti orgiastici, proponendo il motto “purificare le pratiche spirituali e ristabilire la moralità”. Inoltre, stabilì festività per le principali divinità taoiste, prescrivendo cerimonie specifiche e componendo musiche e liturgie per esse. Per questo motivo, è spesso considerato il "padre delle cerimonie taoiste".

### Riconoscimento imperiale e istituzionalizzazione del Taoismo
La sua influenza raggiunse l'apice quando divenne consigliere spirituale dell’imperatore della dinastia Wei settentrionale. Nel 420 d.C., l’imperatore gli conferì il titolo di Maestro Celeste e proclamò la sua versione del Taoismo Ortodosso Centrale come religione di Stato. L’imperatore stesso assunse il titolo di "Vero Re della Via della Grande Pace" (T’ai-p’ing Tao).

## Eredità
Le liturgie compilate da K’ou Ch’ien-chih continuano ad essere utilizzate nei rituali taoisti, e la sua riforma contribuì a rendere il Taoismo una religione più organizzata e strutturata. Il suo lavoro segnò una trasformazione significativa del Taoismo, da un insieme di pratiche mistiche ed esoteriche a un sistema religioso più formale, con norme etiche e rituali ben definiti.